# Nelson Muñoz
Nelson Muñoz Valdebenito (n. Santiago; 26 de enero de 1980), actor chileno, conocido por sus personajes Fito Consonates de "Cantando Aprendo a Hablar", Carlanga Torres en la sitcom de Chilevisión "Mis Años Grossos", Tololo, hermano menor de Pink, en la serie televisiva de TVN "Los Venegas" y Chapa en la sitcom de Canal 13 "Vecinos al 3 y al 4".

## Fito Consonantes
Con amplias apariciones en obras de teatro en vivo y en formatos grabados (VHS y DVD), videoclips y el programa televisivo infantil de MEGA, Fito es un científico muy creativo y gracioso que integra la agencia de Cantando Aprendo a Hablar, que resuelve problemas de lenguaje de los niños. 

## Tololo
En Los Venegas, es el hermano de Pink. Se caracteriza por ser hippie y muy relajado, además de tener intereses amorosos con Camila. Este personaje aparece desde el 2007, y sus apariciones son especiales.

## Carlanga Torres
En Mis Años Grossos, es el chico rebelde, anarco y metalero. Astuto y rápido, irónico y escéptico, no le cree nada a nadie. Hijo de hippies separados, vive con su mamá que trabaja todo el día...Su familia son sus amigos y si no fuera por la mamá de Rodrigo, no comería. Orgulloso y defendido, juega al impenetrable pero está enamorado de Paula.

## Filmografía
- "Amor en Serie" (2006) serie de TV
- "Vecinos al 3 y al 4" (2007) serie de TV
- "Los Venegas" .... Tololo Zuloaga (2007 - Actualidad) serie de TV
- "Mis Años Grossos" .... Carlanga Torres (2009) serie de TV
- "Cantando Aprendo a Hablar" .... Fito Consonantes (2009) serie de TV